# Su-čou
Su-čou (čínsky pchin-jinem Sūzhōu, znaky zjednodušené 苏州, tradiční 蘇州; starověké jméno: Wu (čínsky pchin-jinem Wú, znaky 吳)) je město a městská prefektura s dlouhou historií, leží v oblasti dolního toku řeky Jang-c’-ťiang a březích jezera Tchaj v provincii Ťiang-su v Čínské lidové republice. Město je známé pro své krásné kamenné mosty, pagody a pečlivě navržené zahrady, které se staly vyhledávanou turistickou atrakcí. Su-čou bylo také, počínaje obdobím vlády dynastie Sung (960–1279), důležitým centrem produkce čínského hedvábnictví; toto významné postavení si udrželo dodnes. Je rovněž součástí oblasti zvané Zlatý trojúhelník. Ve městě je také přístav (známá lodní trasa Šizuoka-Su-čou). V roce 2004 dosahoval HDP na hlavu hodnoty 66 826 jüanů (tj. přibližně 7 649 USD), páté nejvyšší mezi 659 velkými čínskými městy.

## Historie
Su-čou, kolébka kultury Wu, je jedním z nejstarších měst v údolí řeky Jang-c’-ťiang.
Před třemi a půl tisíci lety, během období vlády dynastie Šang, žily na území tehdy ještě neexistujícího města Su-čou kmeny, které se nazývaly „Kou Wu“.
V roce 514 př. n. l., v období Jar a podzimů, král Che Lu (阖闾), vládce státu Wu, založil „Che Luovo velké město“, které se stalo hlavním městem jeho říše. V roce 496 př. n. l. byl Che Lu pohřben v Chu-čchiou (Tygří pahorek, 虎丘).

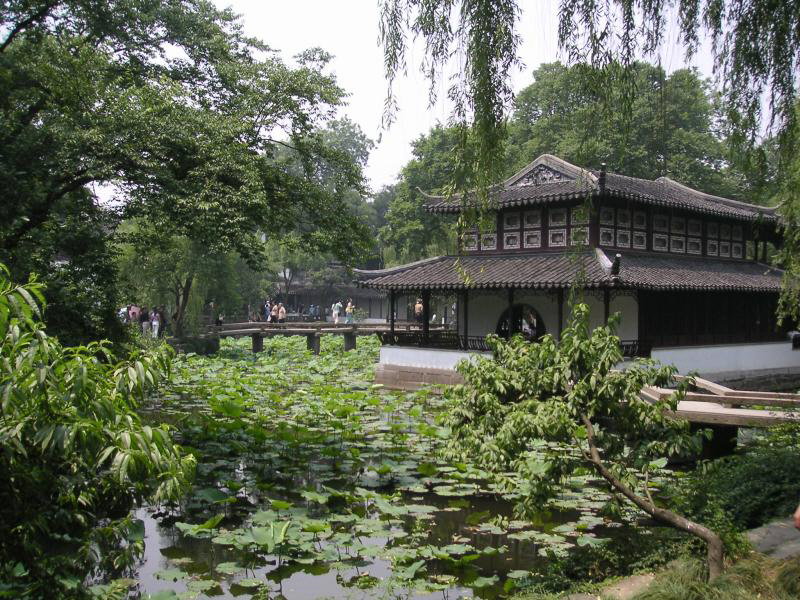
Zahrada pokorného služebníka státu

V roce 473 př. n. l. byl stát Wu poražen státem Jüe, dalším z východočínských království, které bylo v roce 306 př. n. l. anektováno státem Čchu. Zlatá éra Su-čou byla u konce. Pozůstatky této kultury zastupují ruiny dva a půl tisíce let staré zdi a brány (brána Pchan).
V období dynastie Čchin bylo město známo jako okres Wu a v roce 209 př. n. l. se stalo místem povstání vedeného Siang Jüem (项羽), které přispělo k pádu Čchinů.
V roce 589 n. l., v období dynastie Suej, bylo město přejmenováno na Su-čou. S dokončením Velkého kanálu získalo Su-čou strategickou pozici na hlavní obchodní cestě. Bylo centrem průmyslu a obchodu jihovýchodního pobřeží Číny.
V roce 825, během vlády dynastie Tchang, postavil velký básník Paj Ťü-i (白居易) Šan-tchangský kanál (山塘街), kterým propojil Su-čou a Chu-čchiou.
V roce 1035 byl velkým básníkem a spisovatelem Fan Čung-jenem (范仲淹) založen Konfuciův chrám, jenž se stal místem konání císařských úřednických zkoušek.
V únoru roku 1130 ze severu postupující armáda dynastie Ťin město vyrabovala a zmasakrovala. Následovaly invaze Mongolů, jež proběhla roku 1275, a zničení královského města (v centru města obehnaného hradbami) na počátku vlády dynastie Ming roku 1367.
Poté však město opět prosperovalo. Mnohé ze slavných soukromých zahrad byly vybudovány příslušníky nižší šlechty za dynastií Ming a Čching. V roce 1860 však město postihla další pohroma, když se města zmocnili příslušníci povstání Tchaj-pchingů. Až v listopadu 1863 Vždy vítězná armáda Charlese Gordona město od tchaj-pchingských povstalců osvobodila.

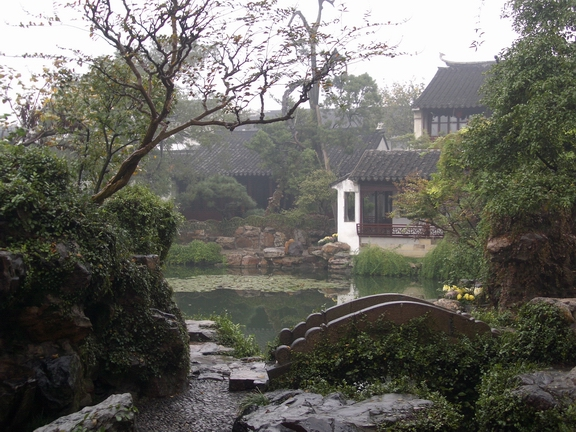
Zahrada Mistra rybářských sítí v Su-čou

Další krize město postihla během japonské invaze do Číny v roce 1937. Mnohé ze zahrad byly v průběhu války zdevastovány. Počátkem 50. let byly zrestaurovány a přivedeny zpět k životu zahrady Čuo-čeng jüan (Zahrada pokorného služebníka státu), Tung jüan (Východní zahrada) a další.
V roce 1981 bylo toto prastaré město čínskou vládou označeno za jedno ze čtyř měst (spolu s Pekingem, Chang-čou a Kuej-linem), v nichž má být ochrana historického a kulturního dědictví a přírodní scenérie prioritou. Od té doby se Su-čou se svými předměstskými ekonomickými projekty vyvinulo v jedno z nejvíce prosperujících měst v Číně.
Klasické zahrady v Su-čou byly zařazeny na seznam světového kulturního dědictví UNESCO v letech 1997 a 2000.

## Administrativní členění
Městská prefektura Su-čou se člení na devět celků okresní úrovně, a sice pět městských obvodů a čtyři městské okresy.
Od roku 1994 je z obvodu Ku-su vyčleněn Sučouský průmyslový park.
| Chu-čchiou Wu-čung Siang-čcheng Ku-su Wu-ťiang městský okres · Čchang-šu městský okres · Čang-ťia-kang městský okres · Kchun-šan městský okres · Tchaj-cchang Sučouský · průmyslový · park jezero · Tchaj |          |                       |                    |                                  |
| Název | Název    | Počet obyvatel (2020) | Rozloha km² (2020) | Hustota zalidnění (obyv. na km²) |
| český přepis | znaky    | Počet obyvatel (2020) | Rozloha km² (2020) | Hustota zalidnění (obyv. na km²) |
| Městské obvody |          |                       |                    |                                  |
| Ku-su (včetně Sučouského průmyslového parku) | 姑苏区   | 2 058 010             | 361                | 5 699                            |
| Chu-čchiou | 虎丘区   | 832 499               | 390                | 2 137                            |
| Wu-čung | 吴中区   | 1 388 972             | 2 173              | 639                              |
| Wu-ťiang | 吴江区   | 1 545 023             | 1 684              | 918                              |
| Siang-čcheng | 相城区   | 891 055               | 484                | 1 843                            |
| Městské okresy |          |                       |                    |                                  |
| Čchang-šu | 常熟市   | 1 677 050             | 1 280              | 1 310                            |
| Čang-ťia-kang | 张家港市 | 1 432 044             | 978                | 362                              |
| Kchun-šan | 昆山市   | 2 092 496             | 932                | 2 246                            |
| Tchaj-cchang | 太仓市   | 831 113               | 822                | 1 012                            |
| |          |                       |                    |                                  |
| Celkem | Celkem   | 12 748 262            | 9 102              | 1 401                            |

## Pamětihodnosti

### Zahrady

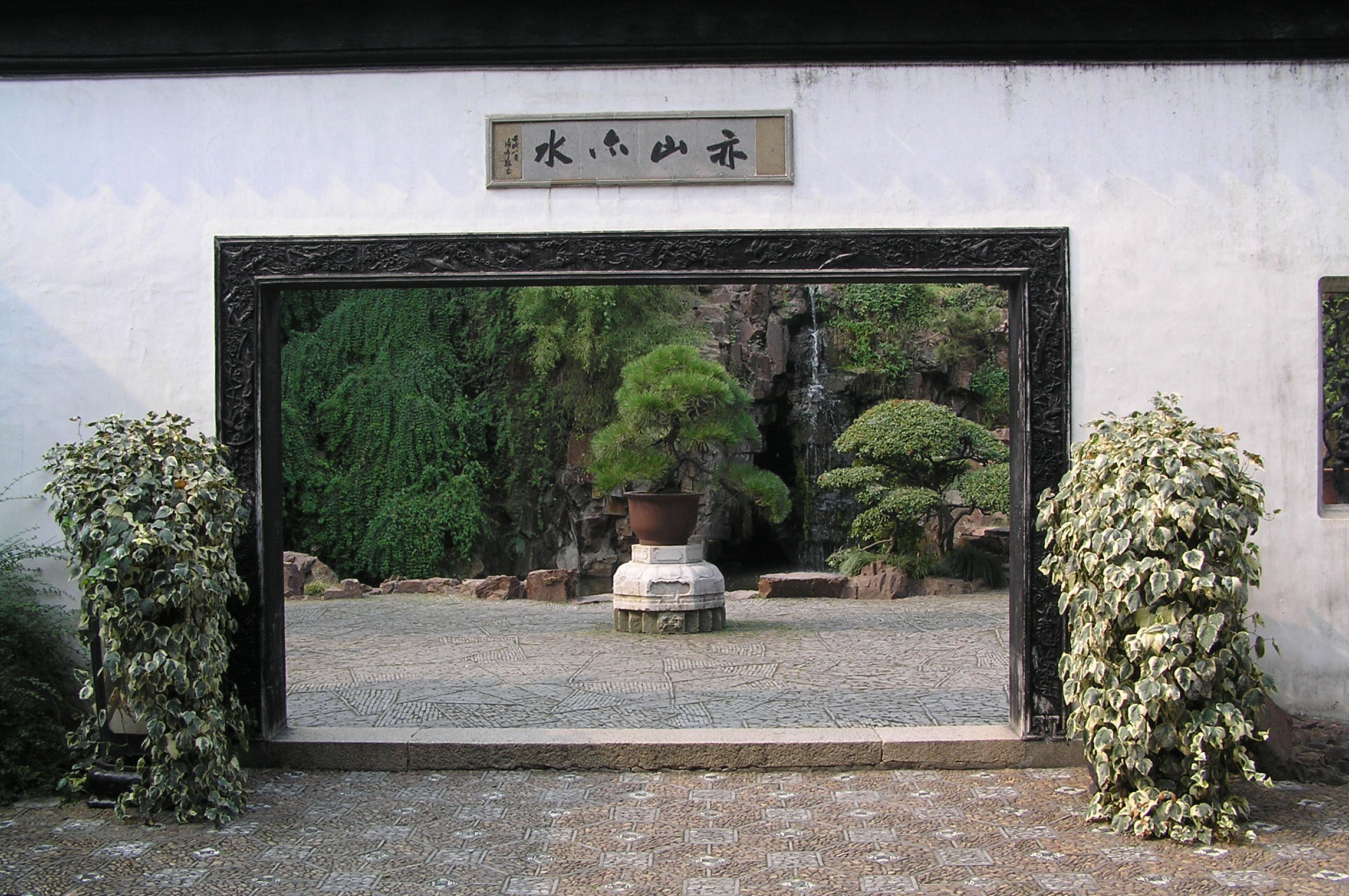
Vstup do zahrady na Tygřím vrchu v Su-čou.

- Zahrada pokorného služebníka státu (Čuo-čeng jüan)[3] (největší zahrada v Su-čou, vybudována v roce 1513, obnovena v roce 1860)
- Zahrada Mistra rybářských sítí (Wang-š’ jüan) (vybudována v roce 1140 za dynastie Sung)
- Zahrada otálení (Liou Jüan)  (vybudována v roce 1525, znovu vybudována v roce 1953)
- Horská vila objímající krásy
- Zahrada lvího hájku (vybudována v roce 1342)
- Zahrada šlechtění mysli
- Zahrada zátiší a odrazu ve vodě
- Pavilón modré vlny (Cchang-lang tching)[4] (nejstarší zahrada v Su-čou)
- Tygří vrch (Chu-čchiou)[5]

### Chrámy
- Chrám Chan-šan s’ (Hanshan Temple), v doslovném překladu „Chrám Studená hora“[6] (buddhistický chrám na západě města, postaven v roce 503, mnohokrát zničen a znovu vybudován, poslední přestavba z roku 1896, známý v celé Asii díky poémě básníka Zhang Ji z 8. století)
- Chrám Süan-miao kuan (Xuanmiao Temple) (původně postaven v roce 276, přestavěn v roce 1584, největší taoistický chrám ve městě)
- Chrám Si-jüan (Xiyuan Temple) (postaven za dynastie Jüan, největší buddhistický chrám ve městě)
- Chrám Jün-jen (Yunyan Temple) na Tygřím vrchu (původně postaven v roce 327, přestavěn v roce 1871, z velké části zničen během Druhé čínsko-japonské války)

### Pagody
- Pagoda Jün-jen (Yunyan Pagoda) na Tygřím vrchu (postavena v roce 961)
- Pagoda Pej-s’ (Beisi Pagoda) v areálu Severního chrámu (nejvyšší pagoda jižně od řeky Jang-c’)
- Pagoda Žuej-kuang (Ruiguang Pagoda) v areálu brány Pchan (nejstarší pagoda ve městě)

### Kanály a mosty
- Brána Pchan (Pan Gate) (vodní a pozemní brána na jihozápadní straně historického města)
- Most Pao-taj (Baodai Bridge) (postaven v roce 816, přestavěn v roce 1442)
- Kanál Šan-tchang (vyhlouben v roce 825)

## Doprava

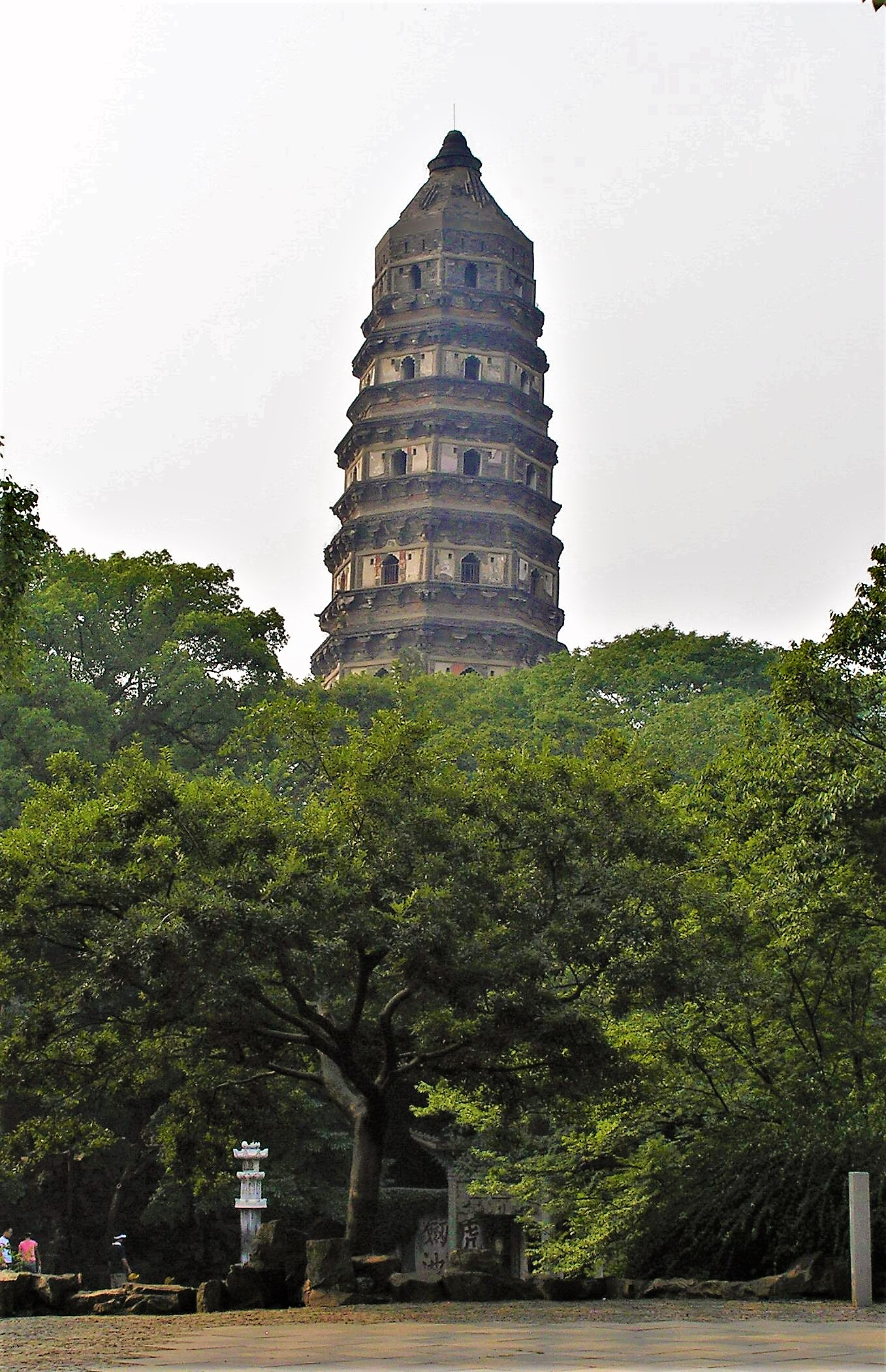
Pagoda Jün-jen na Tygřím vrchu. Tato čínská šikmá věž je jednou z nejznámějších v celé východní Číně.

Su-čou se nachází na železnici spojující Šanghaj a Nanking, dvě hlavní města čínských provincií, do kterých jezdí vlaky ze Su-čou každou hodinu. Nádraží v Su-čou je jedním z nejrušnějších osobních železničních stanic v Číně, denně v něm staví 139 vlaků. Jízda vlakem do Šanghaje trvá 45 minut a do Nankingu hodinu a půl. Automobilem je Su-čou dostupné ze tří různých dálnic. Po vodě je Su-čou spojeno s Čang-ťia-kangem, Lu-č’, Liou-ťia a Čchang-šou.
Přestože se v okolí města nacházejí dvě civilní letiště – Su-nan Šuo-fang a Kuang-fu United Airlines, většina letecké dopravy je realizována přes Šanghaj, která je od města vzdálena jen hodinu cesty autem.

## Kultura
- čínská opera – kchun-čchü má svůj původ v Su-čou, stejně jako mnohem pozdější sučouská opera; zpěv balad, čili sučouský pching-tchan, je místní formou vyprávění příběhů, která mísí zpěv (s doprovodem čínské loutnu) s částmi v mluveném dialektu
- hedvábí
- rukodělná umění – sučouská výšivka, čínské vějíře, národní hudební instrumenty, výroba svitků, luceren, mahagonového nábytku, vyřezávání nefritu
- čínské malířství
- kaligrafie
- čínská kuchyně – jangčchengský velký jezerní krab

## Vzdělání
- Kedge Business School

## Citáty

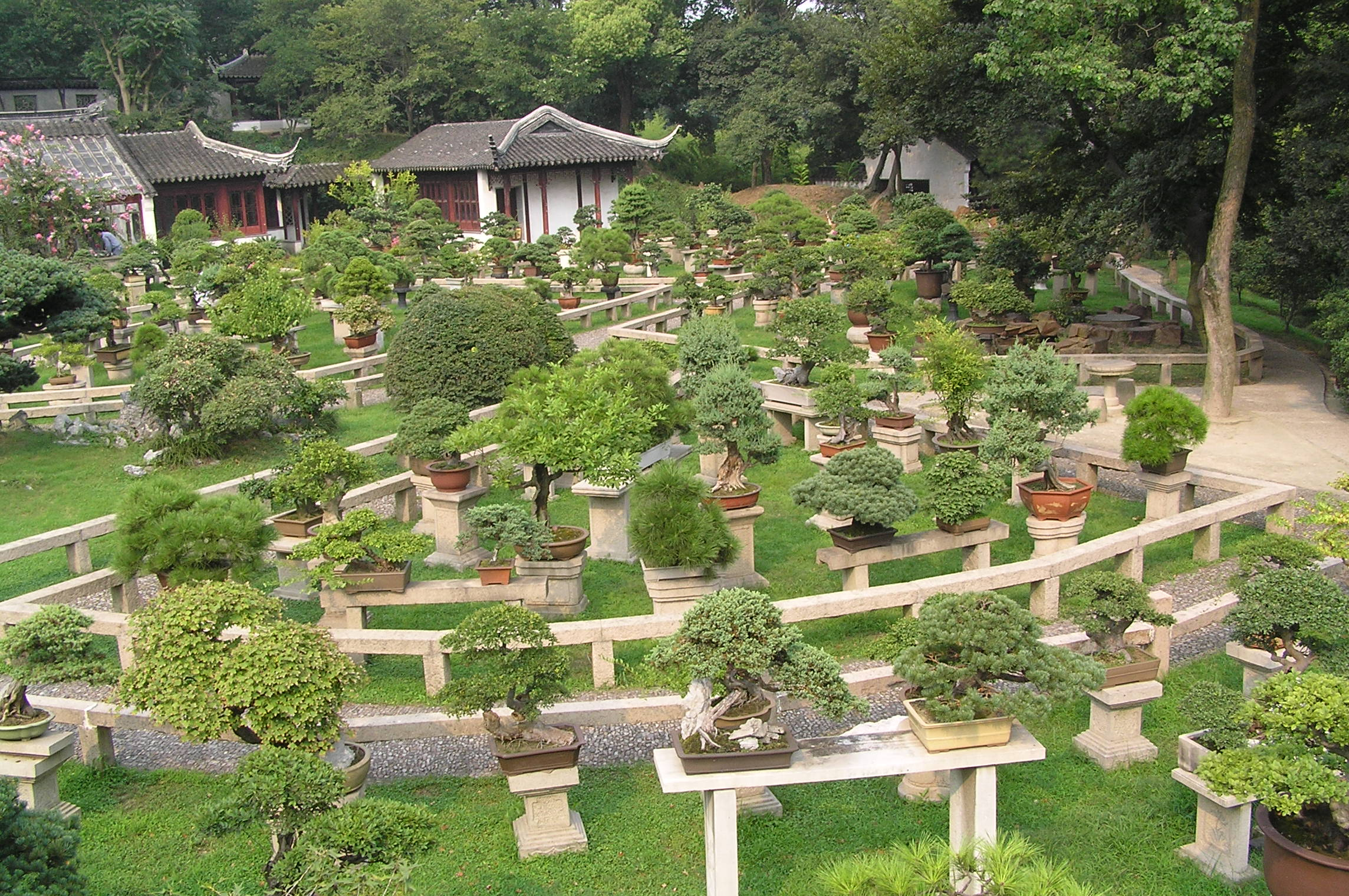
Výstava čínských bonsají v zahradě na Tygřím vrchu v Su-čou

| „            | Velmi velké a vznešené město… Má 1600 kamenných mostů, pod nimiž může proplout galéra.“ | “ |
| — Marco Polo |                                                                                         |   |

| „                      | Hlavní město hedvábí, Země dostatku, Město Ku-su, Benátky Orientu, Kolébka kultury Wu a Svět zahrad | “ |
| — přezdívky pro Su-čou | |   |

| „                 | V Nebesích je ráj. Na zemi jsou Su-čou a Chang-čou | “ |
| — čínské přísloví |                                                    |   |

| „                 | Narodit se v Su-čou, žít v Chang-čou, jíst v Kuang-čou a zemřít v Liou-čou. | “ |
| — čínské přísloví |                                                                             |   |

## Partnerská města
- Antananarivo, Madagaskar (2002)
- Benátky, Itálie (1980)
- Čondžu, Jižní Korea (1996)
- Esbjerg, Dánsko (2002)
- Grenoble, Francie (1998)
- Ikeda (Japonsko), Japonsko (1981)
- Ismailia, Egypt (1998)
- Kanazawa, Japonsko (1981)
- Kostnice, Německo (2007)
- Logan, Nový Zéland (1988)
- Nijmegen, Nizozemsko (1999)
- Portland, Spojené státy americké (1988)
- Porto Alegre, Brazílie (2004)
- Riga, Lotyšsko (1997)
- Tampo, Nový Zéland (1987)
- Tulcea, Rumunsko (1995)
- Victoria, Kanada (1980)